# Absyrtos
Absyrtos, auch Absyrtus, Apsyrt, Apsyrtides, Apsyrtos (altgriechisch Ἄψυρτος Ápsyrtos oder Ἄξυρτος Áxyrtos) ist eine Gestalt aus der griechischen Argonautensage.
Er war der Sohn des Königs Aietes von Kolchis; zu seiner Mutter gibt es unterschiedliche Angaben – so werden die Nymphe Asterodeia, Eurylyte, die Nereide Neaira oder Hekate genannt. Er hatte zwei Halbschwestern, Chalkiope und Medea.

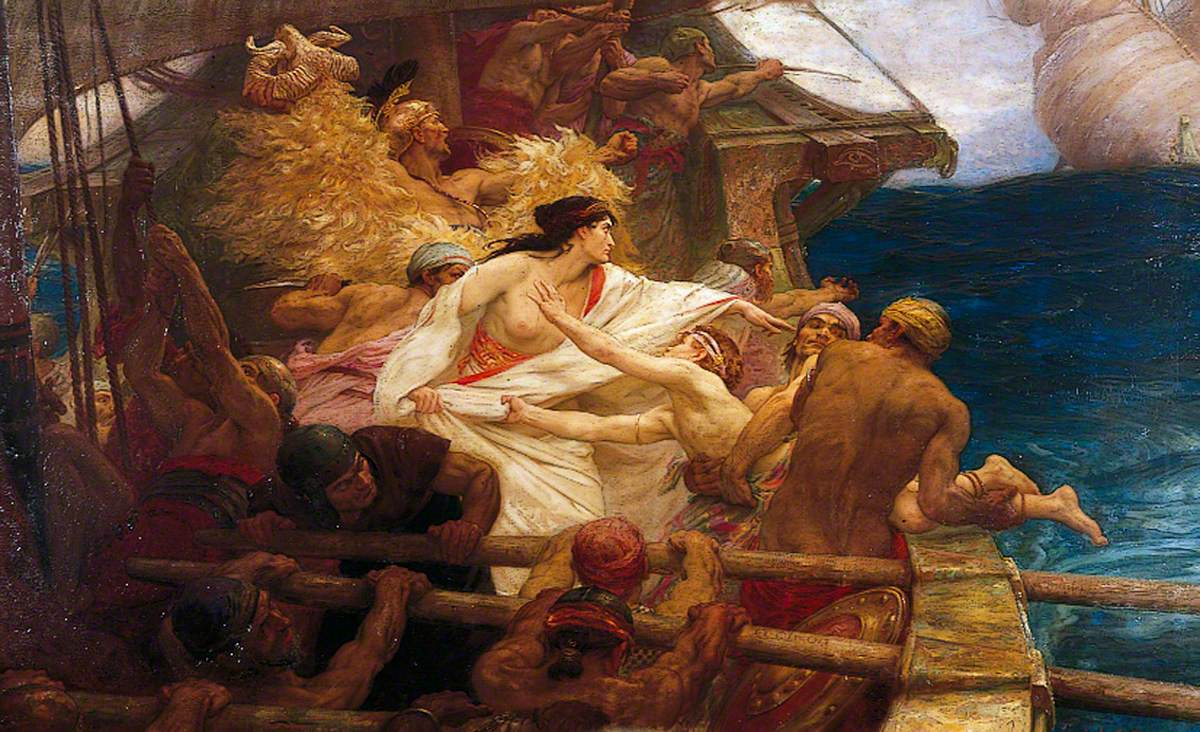
Medea lässt Absyrtos von Bord der Argo werfen (Herbert James Draper, 1904)

Über seinen Tod gibt es zwei Versionen, von denen jeweils mehrere Varianten verschiedener Autoren existieren. Medea hatte Iason und den Argonauten zum Goldenen Vlies verholfen und flüchtete mit ihnen. In der bekannteren Version des Ovid nahm Medea ihren Bruder, der noch ein Kind war, mit auf die Flucht. Um König Aietes und die Verfolger aufzuhalten, tötete und zerstückelte sie ihren Bruder und verstreute die Einzelteile. Aietes sammelte die Leichenteile seines Sohnes ein, um ihn bestatten zu können; durch diese Verzögerung konnten die Argonauten entkommen. In Varianten dieser Version wird Absyrtos erst später von der Argo ins Meer oder in den Phasis, den heutigen Fluss Rioni, geworfen, um die Verfolger aufzuhalten.
In der zweiten, früheren Version des Apollonios von Rhodos war Absyrtos bereits ein Mann, der von seinem Vater mit einer Flotte  ausgeschickt wurde, das Goldene Vlies – oder in einer Variante Medea – zurückzuholen. Nach langer Verfolgung holte Absyrtos die Argonauten an der Mündung des Ister (die heutige Donau) ein, der nach damaligen Vorstellungen eine Verbindung zur Adria war. Medea überredete ihren Bruder mit List zu Verhandlungen und Iason tötete ihn aus dem Hinterhalt. Der Sage nach wurde die Leiche an den Strand einer Inselgruppe gespült – den nach ihm benannten Apsyrtiden mit der Hauptinsel Cres vor Kroatien. Nach anderer Lesart wurde er dort getötet oder auch begraben; eine weitere Variante berichtet, dass sich dort die Kolcher ansiedelten, die es nach erfolgloser Mission nicht wagten, nach Kolchis zurückzukehren.